# Onotokiba
Onotokiba is een geslacht van kevers uit de familie van de loopkevers (Carabidae). De wetenschappelijke naam van het geslacht is voor het eerst geldig gepubliceerd in 1927 door Alluaud.

## Soorten
Het geslacht Onotokiba omvat de volgende soorten:
- Onotokiba guineensis Basilewsky, 1951
- Onotokiba katangana Basilewsky, 1953
- Onotokiba lomaensis Lecordier, 1966
- Onotokiba orbithorax Alluaud, 1927
- Onotokiba ruandana Basilewsky, 1956
- Onotokiba uluguruana Basilewsky, 1962